# Jordanit
Jordanit ist ein selten vorkommendes Mineral aus der Mineralklasse der „Sulfide und Sulfosalze“ (einschließlich Sulfide, Selenide, Telluride, Arsenide, Antimonide, Bismutide, Sulfarsenite, Sulfantimonite, Sulfbismuthite). Es kristallisiert im monoklinen Kristallsystem mit der idealisierten Zusammensetzung Pb14[S5|(AsS3)6], ist also eine Verbindung aus Blei, Arsen und Schwefel, die strukturell zu den Sulfosalzen zählt.
Da Jordanit eine lückenlose Mischkristallreihe mit Geokronit bildet und daher meist ein Teil des Arsens durch Antimon ersetzt (substituiert) ist, wird die chemische Formel in vielen Quellen in der vereinfachten Mischformel Pb14(As,Sb)6S23 dargestellt (für Geokronit entsprechend Pb14(Sb,As)6S23). Die in den runden Klammern angegebenen Elemente können sich in der Formel jeweils gegenseitig vertreten, stehen jedoch immer im selben Mengenverhältnis zu den anderen Bestandteilen des Minerals.
Jordanit ist in jeder Form undurchsichtig (opak) und entwickelt tafelige Kristalle und pseudohexagonale Zwillinge mit ausgeprägter Zwillingsstreifung. Meist tritt er jedoch in Form nierig-traubiger und massiger bzw. derber Mineral-Aggregate oder krustiger Lagen in Schalenblende auf. Frische Mineralproben sind zunächst von bleigrauer metallisch glänzender Farbe. An der Luft laufen die Oberflächen allerdings mit der Zeit häufig bunt irisierend an. Die Strichfarbe von Jordanit ist dagegen immer schwarz.
Mit einer Mohshärte von 3 gehört Jordanit zu den mittelharten Mineralen, die sich ähnlich wie das Referenzmineral Calcit mit einer Kupfermünze ritzen lassen.

## Etymologie und Geschichte
Erstmals entdeckt wurde das Mineral durch Hermann Jordan (1808–1887) in der Grube Lengenbach im Binntal im Schweizer Kanton Wallis und beschrieben 1864 durch Gerhard vom Rath (1830–1888), der es nach seinem Finder als Jordanit bezeichnete.

## Klassifikation
In der veralteten, aber teilweise noch gebräuchlichen 8. Auflage der Mineralsystematik nach Strunz gehörte der Jordanit zur Mineralklasse der „Sulfide und Sulfosalze“ und dort zur Abteilung der „Sulfosalze (S : As,Sb,Bi = x)“, wo er zusammen mit Geokronit, Gratonit, Lengenbachit, Meneghinit und Tsugaruit die Gruppe der „Blei-Sulfosalze mit As/Sb (x = 3,8-3,1)“ mit der System-Nr. II/E.15 bildete.
Die seit 2001 gültige und von der International Mineralogical Association (IMA) verwendete 9. Auflage der Strunz’schen Mineralsystematik ordnet den Jordanit dagegen in die Abteilung der „Sulfosalze mit PbS als Vorbild“ ein. Diese ist zudem weiter unterteilt nach der Kristallstruktur, so dass das Mineral entsprechend seiner Zusammensetzung in der Unterabteilung „Galenit-Derivate mit Blei (Pb)“ zu finden ist, wo es nur noch zusammen mit Geokronit die „Jordanitgruppe“ mit der System-Nr. 2.JB.30a bildet.
Auch die vorwiegend im englischen Sprachraum gebräuchliche Systematik der Minerale nach Dana ordnet den Jordanit in die Klasse der „Sulfide und Sulfosalze“ und dort in die Abteilung der „Sulfosalze“ ein. Hier ist er ebenfalls zusammen mit Geokronit in der unbenannten Gruppe 03.03.01 innerhalb der Unterabteilung „Sulfosalze mit dem Verhältnis 3 < z/y < 4 und der Zusammensetzung (A+)i(A2+)j[ByCz], A = Metalle, B = Halbmetalle, C = Nichtmetalle“ zu finden.

## Bildung und Fundorte

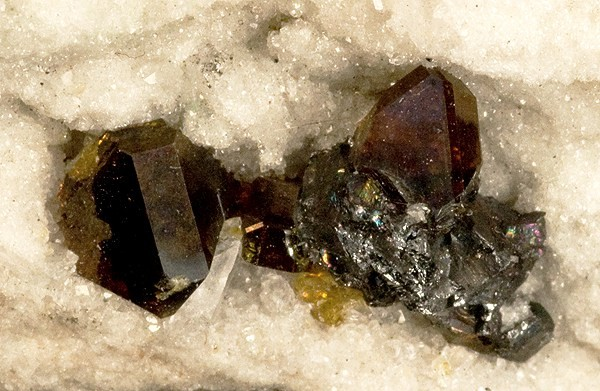
Jordanit (bleigrau glänzend) auf Sphalerit (bräunlich durchscheinend) aus der Grube Lengenbach im Binntal, Kanton Wallis, Schweiz (Gesamtgröße: 9,0 cm × 3,9 cm × 3,8 cm)

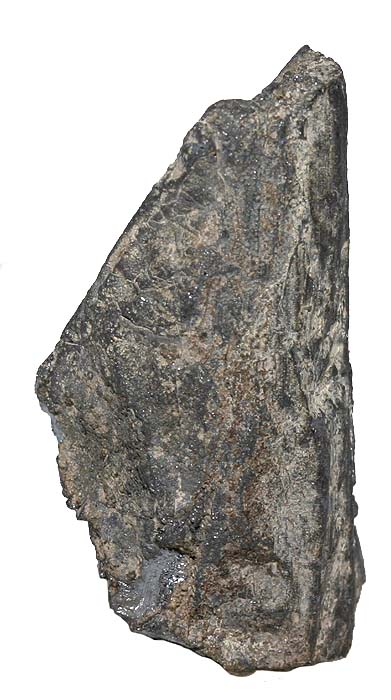
Einzelner Jordanitkristall aus der Grube Lengenbach, Binntal, Schweiz (Größe: 4 cm × 2 cm × 1,7 cm)

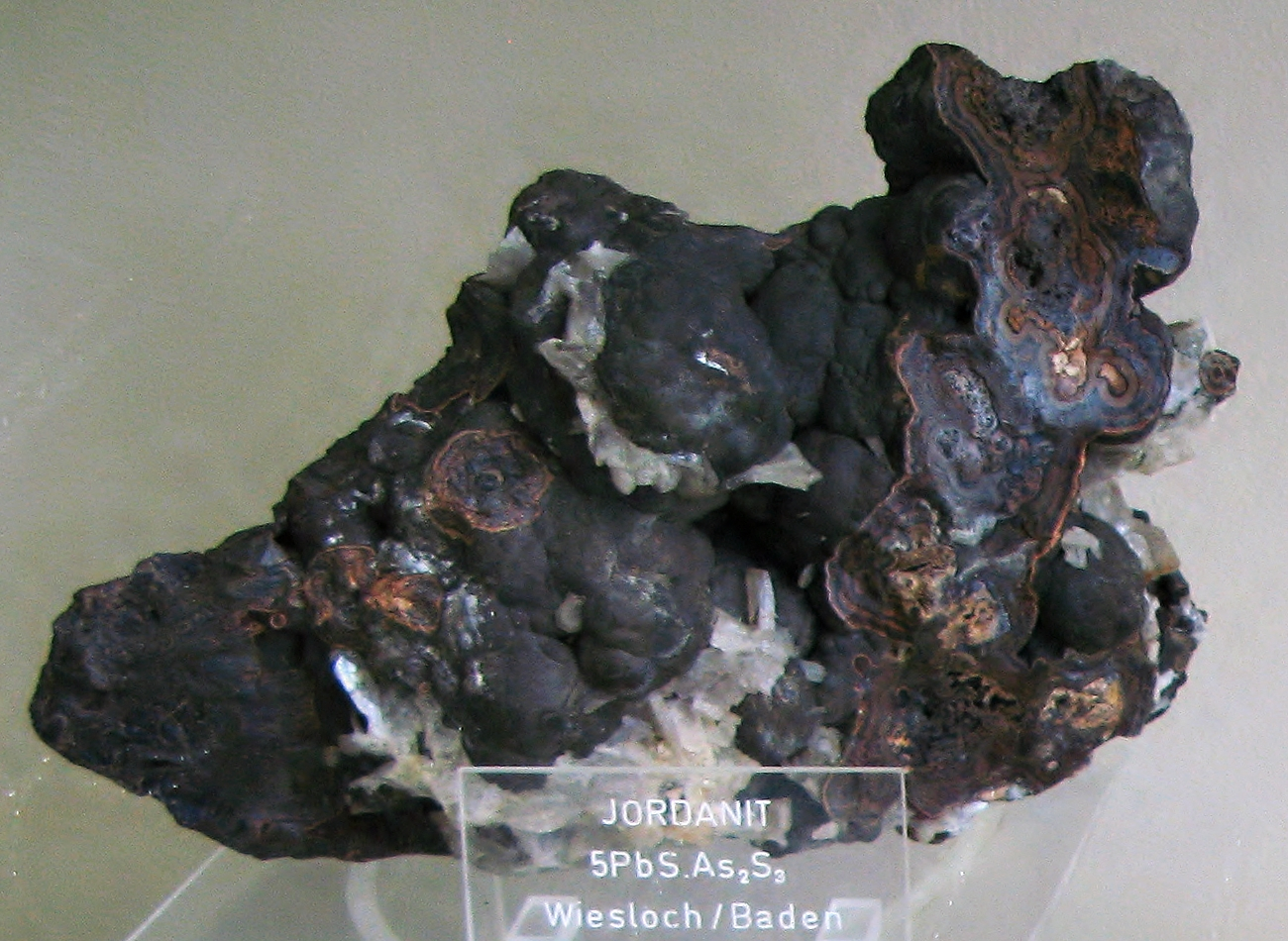
Traubiges Jordanit-Aggregat aus Wiesloch, Baden-Württemberg; Ausgestellt im Mineralogischen Museum Bonn

An seiner Typlokalität, der Grube Lengenbach im Schweizer Binntal, entstand Jordanit in metamorphen Blei-Arsen-Lagerstätten in Dolomit. Das Binntal ist zudem bekannt für seine Funde von besonders großen Jordanitkristallen mit einem Durchmesser von bis zu fünf Zentimetern.
Das Mineral kann sich allerdings auch in subvulkanisch entstandenen Blei-Silber-Lagerstätten wie beispielsweise bei Săcărâmb (auch Sacarîmb, Sãcãrâmb oder Szekerembe; ehemals Nagyág) in der rumänischen Region Siebenbürgen oder in hydrothermalen Blei-Zink-Verdrängungslagerstätten (Sedimentär-exhalative Lagerstätten) bei niedriger Bildungstemperatur wie unter anderem bei Wiesloch in Baden-Württemberg (Deutschland) und in der Grube Bleischarley (Orzeł Biały) bei Beuthen in Polen bilden. Je nach Fundort können als Begleitminerale unter anderem Boulangerit, Dufrenoysit, Enargit, Galenit, Guettardit, Kirkiit, Quadratit, Seligmannit, Semseyit, Sphalerit, Tennantit, Tsugaruit und Zinkenit auftreten.
Als seltene Mineralbildung konnte Jordanit nur an wenigen Fundorten nachgewiesen werden, wobei bisher (Stand 2014) rund 90 Fundorte bekannt sind. Neben seiner Typlokalität Lengenbach trat das Mineral in der Schweiz noch am nahe gelegenen Messerbach (Mässerbach) und Reckibach sowie bei Halsen nahe Freichi im Binntal und im Steinbruch „La Plâtrière“ bei Granges (Lens) nahe Sitten im Kanton Wallis zutage.
In Deutschland fand man das Mineral außer in der Grube „Segen Gottes“ bei Wiesloch noch in den Gruben „Michael“ bei Weiler und „Silbereckle“ bei Reichenbach nahe Lahr/Schwarzwald sowie am Talberg bei Heiligkreuz nahe Weinheim in Baden-Württemberg, in der Grube „Bayerland“ bei Pfaffenreuth im Oberpfälzer Wald in Bayern sowie in der Grube „Breinigerberg“ bei Breinig und den Gruben „Diepenlinchen“ und „Zufriedenheit“ bei Mausbach (Stolberg) in Nordrhein-Westfalen.
In Österreich konnte Jordanit bisher am Haidbachgraben nahe Semmering in Niederösterreich; bei Annaberg-Lungötz, Moosegg (Gemeinde Scheffau), am Radhausberg in der Gamskarlspitzengruppe und an der Lungauer Kalkspitze in Salzburg sowie an der Steirischen Kalkspitze in der Steiermark gefunden werden.
Weitere Minerale liegen unter anderem in Argentinien, Australien, Bolivien, Bulgarien, China, Finnland, Frankreich, Griechenland, Irland, Italien, Japan, Kanada, Kasachstan, Mexiko, Namibia, Norwegen, Peru, Polen, Russland, Schweden, Tschechien, Tunesien, Wales im Vereinigten Königreich (UK) und in mehreren Bundesstaaten der USA.
Auch in Gesteinsproben vom Ostpazifischen Rücken, genauer von einem nach dem griechischen Seefahrer Juan de Fuca benannten unterseeischen Bergrücken, konnte Jordanit nachgewiesen werden.

## Kristallstruktur
Jordanit kristallisiert isotyp mit Geokronit im monoklinen Kristallsystem in der Raumgruppe P21/m (Raumgruppen-Nr. 11) mit den Gitterparametern a = 8,92 Å; b = 31,90 Å; c = 8,46 Å und β = 117,8° sowie zwei Formeleinheiten pro Elementarzelle.
Die Kristallstruktur von Jordanit ähnelt der von Galenit, ist jedoch deformiert.